# ケニー・ベドナレク
ケネス・"ケニー"・ベドナレク（英語: Kenneth "Kenny" Bednarek, 1998年10月14日 – ）は、アメリカ合衆国オクラホマ州タルサ出身の陸上選手。2020年東京オリンピック男子200mの銀メダリスト。コーチは1992年バルセロナオリンピック男子100m銅メダリストのデニス・ミッチェル。自己ベストは100m9秒79、200m19秒57。

## 経歴
2019年5月17日、ホッブズで開催された全米短期大学体育協会選手権で、200m走で19秒49と史上4番目に優れた好記録を達成した。しかしこれは、6.1m/sと好風だったために非公式記録となった。翌日、安定した風の中で、200m走で19秒82、400m走で44秒73と自己記録を更新した。同日、200mを20秒未満、400mを45秒未満で走破し、アイザック・マクワラに次ぐ2人目の選手となった。全米選手権では、決勝で肉離れを起こし最下位でのフィニッシュとなったが、標準記録を突破している選手がいなかったため、ドーハで開催された2019年世界陸上競技選手権大会のアメリカ代表に選ばれた。怪我の影響もあり、結果は予選敗退だった。
2020年8月10日、200m走で19秒80と自己記録を更新した。これは数日後にノア・ライルズが19秒76を叩き出すまで今季世界最高記録だった。
2021年6月20日、オリンピック選考会の男子100m準決勝で自身初の9秒台となる9.96（-0.3）、決勝では9.89（+0.8）を記録して、4位に入った。同年8月4日、東京オリンピック男子200m決勝で自己ベストの19.68（-0.5）を記録し、カナダのアンドレ・ドグラスに次ぐ2位に入った。同年8月28日、ワンダダイヤモンドリーグパリ男子200mで、フレッド・カーリー(陸上選手)と着差ありの2位で19秒79（19.789）（+1.6）を記録した。

## 自己ベスト
- 100m：9.79（+1.8）2025年8月1日 ユージーンオレゴン州アメリカ合衆国
- 200m：19.57（+0.4）2024年9月5日 チューリッヒスイス